# أندرو كير (لاعب كرة قاعدة)
أندرو كير (بالإنجليزية: Andrew Kerr) هو مدرب كرة سلة أمريكي، ولد في 7 أكتوبر 1878 في شايان في الولايات المتحدة، وتوفي في 17 فبراير 1969.

## وصلات خارجية
- أندرو كير على موقع كلية كرة السلة في سبورتس رفرنس.كوم (الإنجليزية)